# Il tempo delle scelte. Quattro amiche e un paio di jeans
Quattro amiche e un paio di jeans - Il tempo delle scelte (Girls in Pants - The Third Summer of the Sisterhood) è il terzo romanzo della serie Quattro amiche e un paio di jeans di Ann Brashares.

## Trama
È giunta l'estate decisiva per le settembrine: l'estate dopo il diploma, in cui faranno scelte diverse e in cui la separazione sarà la regola, non l'eccezione.
- Lena, ferita dal grande amore Kostos, frequenta un corso di arte, ma il padre, dopo aver accidentalmente scoperto che la sua bambina ritrae uomini nudi la ritira e la ostacola nel suo desiderio di iscriversi alla R.I.S.D., la prestigiosa università d'arte. E lei, in un impeto di ribellione, sostenuta implicitamente dalla madre, sfiderà il padre richiedendo, ed ottenendo, una borsa di studio per il merito, e lavorandoci scoprirà parecchi sentimenti non detti tra i componenti della sua famiglia.
- Tibby deve imparare a scoprire il nuovo Brian, che durante l'inverno ha eliminato occhiali, brufoli e taglio da sfigato per rinascere come schianto. Ha paura di quello che prova per lui, sentimento del tutto indipendente dal suo nuovo aspetto. All'inizio lo allontanerà, ma poi si arrenderà all'evidenza. E inoltre, è giunto il momento di sistemare il groviglio dei legami familiari.
- Bridget si reca ad un campo estivo in Pennsylvania, e, sorpresa, ritrova Eric, il suo primo grande amore. Cercherà di trattenersi, e riuscirà a diventargli amica. Ben presto scoprirà di amarlo, ma ora Eric è fidanzato con Kaya, ragazza messicana riuscirà a farcela.
- Carmen scopre che la madre, sposatasi in inverno con David, aspetta un bambino. E così, nella folle paura di lasciarsi dietro una porta che non si aprirà più se si allontana, rinuncia al sogno di andare a Williams e sceglie l'università del Maryland. Si scontrerà con l'inaspettato compito di fare da baby-sitter a Valia, la nonna di Lena che è in America contro la sua volontà in seguito alla morte del marito, e che è intrattabile come una tigre in gabbia. E proprio grazie a questo ingrato compito, conoscerà Win, un ragazzo così speciale da spingere Carmen a inventare una nuova se stessa per non rischiare di non piacergli.
- E il finale lascia un po' di nostalgia, perché le ragazze sono cresciute e sono diventate donne.

## Edizioni
- Ann Brashares, Quattro amiche e un paio di jeans - Il tempo delle scelte, Fabbri Editori, 2005.